# Pieter Hieronymus van Westrenen
Pieter Hieronymus van Westrenen van Themaat (Utrecht, 21 oktober 1768 - 20 maart 1845) was een Nederlands diplomaat en politicus.
Na zijn studie aan de Universiteit van Utrecht (1787-1789) werd hij advocaat in Utrecht. Hij was in dezelfde stad gemeenteraadslid.
Voor de Bataafse Republiek werd hij ambassadeur in Zweden (30 september 1802 - 5 mei 1806) en vervolgens in Portugal (5 mei 1806 - 11 maart 1807).
Hij was lid van het Wetgevend Lichaam van het Koninkrijk Holland, en na de Franse annexatie werd hij afgevaardigde in het departement Utrecht. Op 19 februari 1811 werd hij afgevaardigde van het Zuiderzeedepartement in het Keizerlijk Wetgevend Lichaam in Parijs.
Op 3 juli 1813 werd hij chevalier de l'Empire.